# Густаво Герреро
Густаво Герреро (ісп. Gustavo Guerrero; нар. 22 жовтня 1959) — колишній аргентинський тенісист.
Найвищу одиночну позицію світового рейтингу — 78 місце досяг 22 грудня 1980, парну — 92 місце — 14 липня 1986 року.
Найвищим досягненням на турнірах Великого шолома було 2 коло в парному розряді.

## Титули на челленджерах

### Одиночний розряд: (1)
| Ранг | Рік  | Турнір             | Покриття | Суперник       | Рахунок  |
| ---- | ---- | ------------------ | -------- | -------------- | -------- |
| 1.   | 1980 | Куритиба, Бразилія | Ґрунт    | Маркос Хосевар | 7–6, 6–3 |

### Парний розряд: (5)
| Ранг | Рік  | Турнір                  | Покриття | Партнер             | Суперники                        | Рахунок  |
| ---- | ---- | ----------------------- | -------- | ------------------- | -------------------------------- | -------- |
| 1.   | 1982 | Барі, Італія            | Ґрунт    | Алехандро Ганзабаль | Лука Боттацці Іван Дюпаск'є      | 6–3, 6–2 |
| 2.   | 1986 | Клермон-Ферран, Франція | Ґрунт    | Хав'єр Франа        | Гілад Блюм Карл-Уве Стіб         | 6–1, 6–0 |
| 3.   | 1986 | Шартр, Франція          | Ґрунт    | Хав'єр Франа        | Мансур Бахрамі Ерік Віноградскі  | 6–2, 6–4 |
| 4.   | 1991 | Богота, Колумбія        | Ґрунт    | Роберто Саад        | Жузе Даер Сезар Кіст             | 6–4, 6–4 |
| 5.   | 1991 | Калі (місто), Колумбія  | Ґрунт    | Роберто Саад        | Ґуставо Гаретто Марсело Інгарамо | 6–4, 7–6 |